# Metanogének
A metanogének (korábban metanogén baktériumok) olyan mikroorganizmusok, melyek anyagcseréjük során oxigénszegény (anaerob) körülmények között metánt állítanak elő. A baktériumoktól elkülönülő Archea doménbe tartoznak, nem alkotnak rendszertani csoportot (polifiletikusak). Obligát anaerob szervezetek.
Vizes élőhelyeken gyakoriak, ahol a mocsárgáz kialakulásáért felelősek, de jelen vannak az állati bélflórában is, ahol a kérődzők által felböfögött levegő, illetve a bélgázok metántartalmát okozzák. Óceáni üledékekben a biometanáció általában a felső rétegek alatti részekre korlátozódik, ahol a szulfáttartalmat kimerítették. A metanogén archea-populációk fontos szerepet játszanak a szennyvizek anaerob kezelésében is. Más metanogének extremofilek, hévforrásokban és tenger alatti hidrotermikus kürtőkben élnek, illetve a földkéreg „szilárd” kőzetében, kilométerrel a felszín alatt.
Nem tévesztendők össze a metanotróf élőlényekkel, melyek metánt fogyasztanak szén- és energiaigényük kielégítésére.

## Jellemzésük
A metanogének általában coccoid (gömbölyded) vagy bacillus (pálcika) formájúak. Több mint 50 fajukat írták le, ezek nem alkotnak monofiletikus csoportot, bár valamennyien az Archaea alá tartoznak. Obligát anaerob élőlénycsoport, rendkívül érzékenyek az oxigén jelenlétére, ami már nyomokban is mérgező rájuk nézve, mert nincsenek megfelelő enzimeik a keletkező szabad gyökök eltávolítására. Ritka kivétel a Methanosarcina barkeri, ami SOD-t (szuperoxid-diszmutáz) tartalmaz, így tovább képes elviselni az O2 jelenlétét. A metanogének jelentős része hidrogenotróf, vagyis szén-dioxidot (CO2) használ szénforrásnak és hidrogént redukálószerként.
A szén-dioxid metánná történő redukálása hidrogén jelenlétében így írható le:
CO2 + 4 H2 → CH4 + 2 H2O
A CO2 egy része a hidrogénnel reakcióba lépve metánt állít elő, aminek eredménye egy membrán két oldalán létrejövő elektrokémiai gradiens, az ebből származó energia pedig kemiozmózis útján adenozin-trifoszfát (ATP) képzésére fordítódik.
A metanogénekkel szemben a növények és algák vizet használnak redukálószernek.
A metanogének nem tartalmaznak peptidoglikánt (mureint), ami a baktériumok sejtfalában általában előfordul, míg az archeákéban nem. Egyes metanogének sejtfalát pszeudomurein alkotja. Másokét nem, ezekben legalább egy, kirakós játékként összeillő fehérjékből álló parakristályos S-réteg található.

## Metanogének és extrém környezeti hatások
Az oxigénmentes helyeken fejlődő biológiai rendszerekben (pl. mélytengeri közösségek) a metanogének kulcsszerepet játszanak: eltávolítják a fölösleges hidrogént és az élőhely többi anaerob tagjának anaerob légzés során keletkezett fermentációs termékeit.
A metanogénekre jellemző, hogy kifejezetten jól érzik magukat olyan helyeken, ahol a más jellegű elektronakceptorok (mint például oxigén, nitrát, szulfát vagy a háromértékű vasionok) már mind elfogytak. A mély bazaltos kőzetek belsejében, a közép-óceáni hátságokhoz közel élő metanogének hidrogénjüket az olivinkőzettel való szerpentinizációs reakcióból nyerik. A víz termikus, illetve radioaktív bomlása (radiolízis) szintén a lehetséges hidrogénforrások közé tartozik.
A metanogének kulcsfontosságúak a kontinentális talapzat üledékei és más vizes üledékek szerves széntartalmának remineralizációjában. A megfelelő feltételek (nyomás, hőmérséklet) megléte esetén a biológiai eredetű metán hatalmas klatrátokban halmozódhat fel, ami kontinentális talapzat üledékeiben a szerves szén jelentős részét adja, és a nagy erejű üvegházgáz egyik kulcs-lelőhelye.
A Föld számos extrém élőhelyén található metanogén: Grönland jegébe temetve kilométerekre a jégfelszín alatt vagy a forró, száraz sivatagi talajban. Képesek szaporodni 15–100 °C hőmérséklet között. Az Archaea csoporton belül a metanogének fordulnak elő leggyakrabban a mélyen a talajfelszín alatt húzódó élőhelyeken. A forró sivatagi talajban, köztük a Utah állambeli Mars Desert Research Station közelében kimutatott metanogének egyes kutatókat arra indítottak, hogy kijelentsék: a Mars atmoszférájában található metán talán a bolygón élő bennszülött metanogének jelenlétére utalhat.
A metanogénekhez közel állnak azok az anaerob, metánt oxidáló élőlények, melyek a metánt tápanyagként hasznosítják szulfát és nitrát redukciója mellett. A legtöbb metanogén autotróf termelő, de a CH3COO--t oxidálókat inkább kemotrófnak nevezik.

## Összehasonlító genomika és molekuláris aláírások
Komparatív genomikai elemzések 31, a metanogénekre jellemző fehérjét azonosítottak be (signature proteins). Ezek legtöbbje a metanogenezishez köthető, így potenciálisan a metanogének molekuláris markerjeként használhatók. Találtak továbbá 10, valamennyi metanogénben meglévő fehérjét, melyeket az Archaeoglobus nemzetség is hordoz, ami a két csoport kapcsolatára utal. A leszármazási fákban a metanogének nem monofiletikusak és általában három kládra választják szét őket. Így aztán a nagy számú közös fehérje, amin a metanogének osztoznak inkább horizontális géntranszferek eredménye lehet.

## Fermentatív anyagcsere
Bár az óceáni metángáz legfőbb forrása a szén-dioxid (CO2) redukciója, egy kisebb mennyiség az acetát (CH3COO-) fermentációjával keletkezik.
Ebben a fermentációs anyagcsere-útvonalban az ecetsav diszproporciójával metán és szén-dioxid termelődik:
CH3COO– + H+ → CH4 + CO2     ΔG° = −36 kJ/reakció
Ezt a reakciót enzimek katalizálják. A diszproporció során egy elektron a karboxilcsoport karbonil funkciós csoportjából (e– donor) átkerül az ecetsav metilcsoportjához (e– akceptor), hogy végül CO2 és metángáz jöjjön létre.
Az acetátot katabolizáló archeákat acetotrófnak vagy acetiklasztikusnak nevezzük. A metilotróf archeák metilezett vegyületeket, mint metilaminokat, metanolt vagy metántiolt is hasznosíthatnak.

## Biotechnológiai felhasználás
Biogáztermelésre próbálják őket használni.

## Történet
1776-ban az olasz fizikus-polihisztor Alessandro Volta (akit főként elektromossággal kapcsolatos munkáiról tartunk számon) írta le először a metanogének működésével járó metánképződést, mint a lidércfény racionális magyarázatát. A folyamat hátterében álló titokzatos élőlények tiszta tenyészetét csak jóval később, 1947-ben sikerült előállítani, az anaerobokkal való nehézkes laboratóriumi munka miatt.

## Metanogén-törzsek
- Methanobacterium bryantii
- Methanobacterium formicum
- Methanobrevibacter arboriphilicus
- Methanobrevibacter gottschalkii
- Methanobrevibacter ruminantium
- Methanobrevibacter smithii
- Methanocalculus chunghsingensis
- Methanococcoides burtonii
- Methanococcus aeolicus
- Methanococcus deltae
- Methanococcus jannaschii
- Methanococcus maripaludis
- Methanococcus vannielii
- Methanocorpusculum labreanum
- Methanoculleus bourgensis (Methanogenium olentangyi & Methanogenium bourgense)
- Methanoculleus marisnigri
- Methanofollis liminatans
- Methanogenium cariaci
- Methanogenium frigidum
- Methanogenium organophilum
- Methanogenium wolfei
- Methanomicrobium mobile
- Methanopyrus kandleri
- Methanoregula boonei
- Methanosaeta concilii
- Methanosaeta thermophila
- Methanosarcina acetivorans
- Methanosarcina barkeri
- Methanosarcina mazei
- Methanosphaera stadtmanae
- Methanospirillium hungatei
- Methanothermobacter defluvii (Methanobacterium defluvii)
- Methanothermobacter thermautotrophicus (Methanobacterium thermoautotrophicum)
- Methanothermobacter thermoflexus (Methanobacterium thermoflexum)
- Methanothermobacter wolfei (Methanobacterium wolfei)
- Methanothrix sochngenii